# Kim Jae Duck
Kim Jae-duck (Hangul= 김재덕, Hanja= 金在德, RR= Gim Jae-deok), es un cantante, rapero y coreógrafo surcoreano conocido por ser miembro de la banda SECHSKIES.

## Biografía
Es buen amigo del cantante Tony An y de los miembros de SECHSKIES.
Realizó su servicio militar obligatorio.

## Carrera
Junto a Lee Jai-jin formó el grupo de baile "Quicksilver" en Busan.
En 1997 se unió a la agencia "Daesung Entertainment (DSP Media)" donde fue miembro hasta 2000. Desde el 2017 es miembro de la agencia "YG Entertainment" junto a los integrantes de SECHSKIES a excepción de Ko Ji-yong,
En 2014 se convirtió en el director de la agencia de entretenimiento que Tony An fundó, "TN Nation Entertainment".
Desde abril de 1997 es rapero y bailarín del grupo musical "SECHSKIES" junto a Jang Su-won, Kang Sung-hoon, Eun Ji-won, Lee Jai-jin y Ko Ji-yong. El grupo se separó en el 2000 y dieciséis años separados volvieron a unirse en el 2016. 
En 2002 junto a Jang Su-won formaron el dúo "J-Walk", el cual se encuentra bajo la agencia "A&G Modes" desde el 2013. Originalmente el dúo fue parte de "Kiss Entertainment" del 2002 al 2006, y de "Vitamin Entertainment" del 2007 al 2012.
En 2004 junto a Woo Yun-suk, Oh Jong-hyuk, Kim Sang-hyuk y Kim Tae-hyung del grupo "Click-B" y Jang Su-won formaron el grupo proyecto JnC bajo la agencia "Kiss Entertainment", sin embargo la colaboración terminó poco después.
En el 2016 apareció por primera vez como invitado en el exitoso programa de televisión surcoreano Running Man (también conocida como "Leonning maen") durante el episodio n.º 326 formando parte del equipo "Lady Ji-hyo Team" con Song Ji-hyo, Yoo Jae-suk, Eun Ji-won, Lee Jai-jin y Lee Kwang-so. Más tarde apareció nuevamente en el programa en diciembre del 2017 durante el episodio n.º 383 formando parte del equipo "Grey Team" con Lee Kwang-soo, Ji Suk-jin, Soyou y Lee Elijah.

## Filmografía

### Programas de variedades
| Año                    | Programa                            | Notas                                                                                             |
| ---------------------- | ----------------------------------- | ------------------------------------------------------------------------------------------------- |
| 2016, 2017             | Running Man                         | 2 episodios - (Ep. #326, 383) - participante                                                      |
| 2017                   | Knowing Bros                        | Ep. #106 - invitado - junto a SECHSKIES                                                           |
| 2017                   | Life Bar                            | 2 episodios (Ep. # 21-22) - junto a SECHSKIES                                                     |
| 2017                   | Please Take Care of My Refrigerator | 2 episodios (Ep. # 152-153)                                                                       |
| 2005, 2014, 2016, 2017 | Infinite Challenge                  | 6 episodios (Ep. #5, 403, 476-478 y 545)                                                          |
| 2016                   | Delicious Man'                      | co-presentador - junto a Tony An                                                                  |
| 2016                   | Fantastic Duo                       | 2 episodios (Ep. #9-10) - junto a Eun Ji-won, Kang Sung-hoon y Lee Jai-jin                        |
| 2016                   | Mom's Diary - My Ugly Duckling      | 18 episodios - (Ep. 4, 6, 8-9, 11, 18, 22, 24, 26, 28, 30, 33, 37, 39, 41, 43, 49, 51) - invitado |
| 2016                   | Hit the Stage                       | 10 episodios - (Ep. 1 - 10) - panelista                                                           |
| 2016                   | Weekly Idol                         | 2 episodios - (Ep. #280-281) - junto a SECHSKIES                                                  |
| 2016                   | Olive What Shall We Eat Today       |                                                                                                   |
| 2016                   | Wednesday Food Talk                 |                                                                                                   |
| 2016                   | Battle Trip                         | Ep. #13 - junto a Tony An                                                                         |
| 2002, 2010, 2016       | Happy Together                      | 3 episodios (Ep. #25, 173 y 455)                                                                  |
| 2016                   | Get It Beauty                       |                                                                                                   |
| 2016                   | Non-Summit                          | Ep. #102 - junto a Tony An                                                                        |
| 2016                   | You Hee-yeol's Sketchbook           | Ep. #323 - junto a SECHSKIES                                                                      |
| 2016                   | Radio Star                          | 3 episodios - (Ep. #420, 480 y 503)                                                               |
| 2016                   | A Man Feeds Dog                     |                                                                                                   |
| 2016                   | Give Boutique                       |                                                                                                   |
| 2016                   | Entertainment Relay                 | invitado - junto a SECHSKIES                                                                      |
| 2011                   | Hello Counselor                     | Ep. #16 - invitado                                                                                |

### Películas
| Año  | Título               | Personaje | Notas |
| ---- | -------------------- | --------- | ----- |
| 1998 | Seventeen: The Movie | -         | -     |

### Radio
| Año  | Programa                   | Notas             |
| ---- | -------------------------- | ----------------- |
| 2017 | Choi Hwa Jung's Power Time | junto a SECHSKIES |
| 2017 | Jung Yoo Mi's FM Date      | junto a SECHSKIES |
| 2017 | Kangta's Starry Night      | junto a SECHSKIES |

### Anuncios
| Año  | Marca             | Notas             |
| ---- | ----------------- | ----------------- |
| 1998 | Elite - Uniform   | junto a SECHSKIES |
| 1997 | Mr Hammer - Snack | junto a SECHSKIES |